# 马尔科姆·比尔森

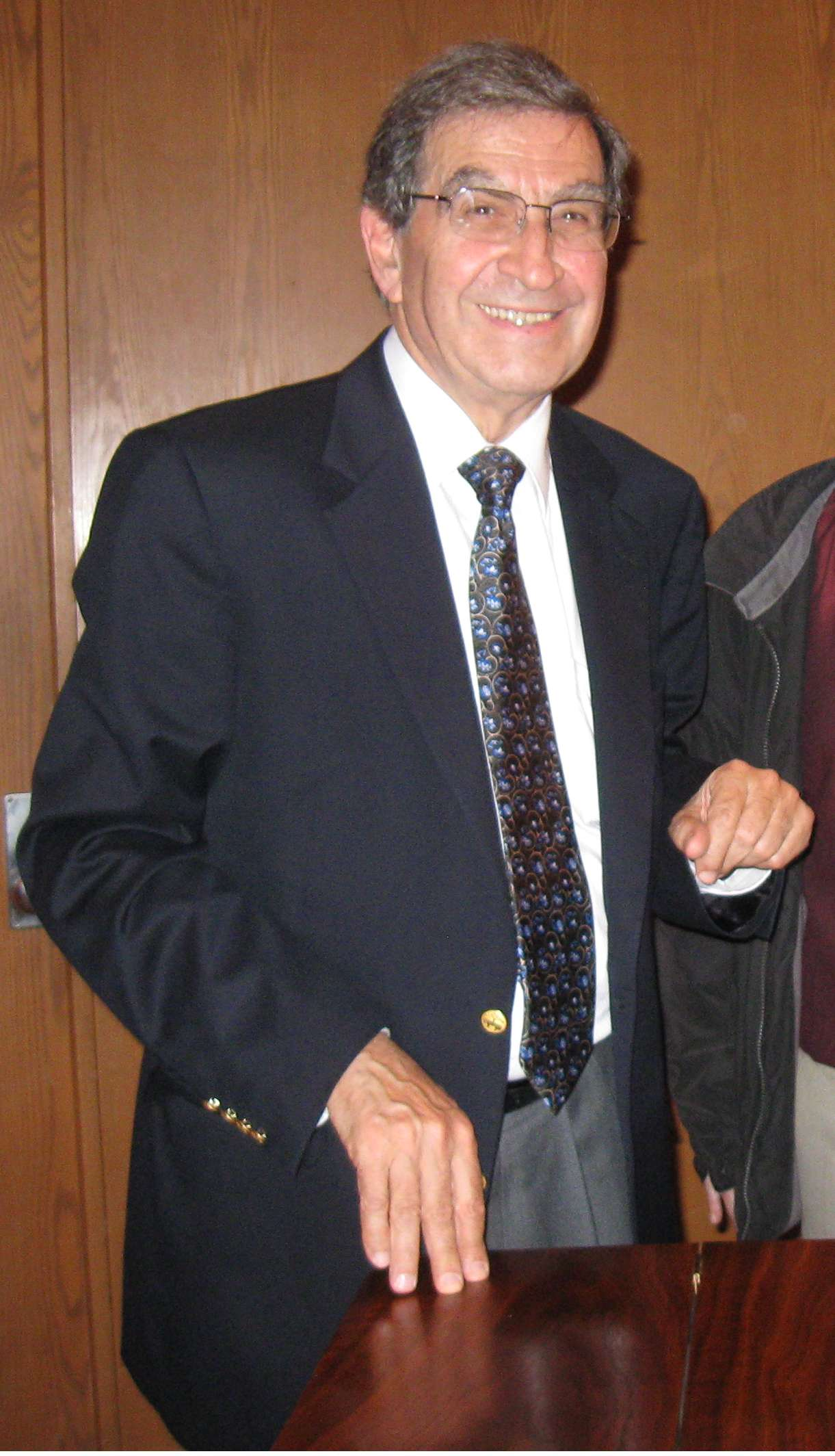
2009年的比爾森，在密歇根大学講學

马尔科姆·比尔森（英語：Malcolm Bilson；1935年10月24日—），美国钢琴家、教育家和音乐学家，最重要的古鋼琴演奏家和教师之一，专门研究18世纪和19世纪的音乐。

## 生平
比尔森出生于加利福尼亚州的洛杉矶，他的家族素來在娛樂產業富有成就。父親喬治·比爾森（1902年－1981年）是一位製片人、導演和劇本作家，兄長布魯斯也是影視雙棲的導演。1957年比爾森自紐約巴德学院畢業，之後前往柏林音樂暨表演藝術學院，從Grete Hinterhofer學習，再之後則是在巴黎師範音樂學院，師從Reine Gianoli。1968年，在伊利诺伊大学取得音樂藝術博士學位，博士班期間曾向Stanley Fletcher和Webster Aitken等人習琴。畢業後，旋即獲得康奈尔大学的教職。
1969年，比爾森初次接觸古鋼琴。這個事件被他本人視為其職涯轉捩點。他買下了一架19世紀製的古鋼琴，並且求助於古樂器專家Philip Belt，希望能夠修復這項樂器。在累積了演奏經驗、克服現代鋼琴和古鋼琴之間的技巧差異之後，比爾森開始以古鋼琴演奏家的名聲而聞名。1974年他與小提琴家Sonya Monosoff以及大提琴家許正新（音譯）組成了阿馬德三重奏團（Amadé Trio），專門使用古樂器來演奏。
1976年比爾森成為康奈尔大学的正教授，1990年獲「弗雷德里克·J·惠顿」名譽教授榮銜。他在2006年正式退休。
2011年，在比爾森力促下，由安德鲁·W·梅隆基金会所贊助，在美國舉辦了史上首次的古鋼琴演奏比賽。賽事和相關活動均在康奈爾大學進行，首獎獎金為13,500美元，共吸引了三十一位國際好手前來參與。

## 作品節選

### 期刊
- 舒伯特的鋼琴音樂，以及他時代的鋼琴（Schubert's Piano Music and the Pianos of his Time），1980年
- 18世紀晚期的維也納式古鋼琴（The Viennese Fortepiano of the Late 18th Century），1980年4月於《早期音樂（英语：Early Music (journal)）》
- 莫扎特詮釋（Interpreting Mozart），1984年11月於《早期音樂》
- 莫扎特E♭大調奏鳴曲K. 282之演奏詮釋，1992年5月於《早期音樂》
- 舒伯特詮釋的未來性：究竟我們需要什麼？1997年於《早期音樂》
- 超越音樂邊緣，續集（Beyond the Musical Fringe, a Sequel）2015年於《美國早期音樂雜誌》（The Magazine of Early Music America）

### 专辑
- 貝多芬鋼琴奏鳴曲全集，以當代樂器錄製演奏[註 1]
- 莫扎特第20號、21號鋼琴協奏曲，與约翰·艾略特·加德纳、英国巴洛克独奏家乐团（英语：English Baroque Soloists），阿奇夫出版
- 海頓鍵盤奏鳴曲，Titanic出版
- 舒伯特鋼琴奏鳴曲D. 850及D. 568，Hungaraton出版
- 貝多芬大提琴奏鳴曲，與安纳·拜尔斯玛（英语：Anner Bylsma），Elektra Nonesuch出版

### DVD
- 《知曉樂譜》（Knowing the Score）：比爾森對於以往在學院、學校所教授的樂譜識讀方式與觀念提出根本性的質疑，尤其著重於對樂譜上的情報（各式記譜記號）以及精準節拍的執行之探討
- 《演奏樂譜》（Performing the Score）：前者的續作，共二輯，與小提琴家Elizabeth Field共同演出

## 獲獎與榮譽
- 美国文理科学院院士，1994年[4]
- 匈牙利功績勳章（英语：Hungarian Order of Merit），2015年[5]

## 軼事
- 小行星7387（7387 Malbil）是以他的名義命名的[6]